# Compte llarg

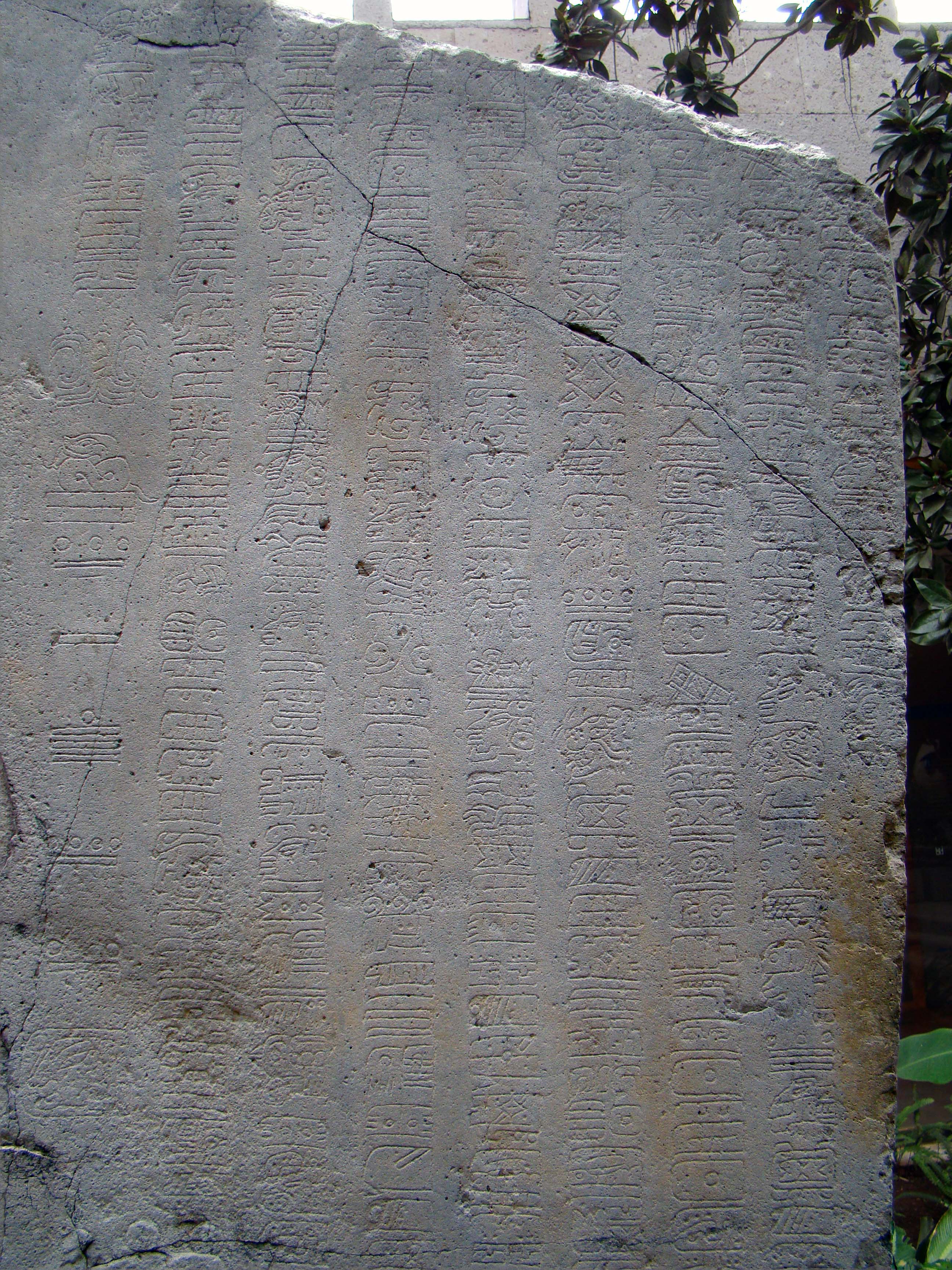
Detall de l'Estela 1 de La Mojarra mostrant columnes de glifs. La columna de l'esquerra representa la data 8.5.16.9.9 en compte llarg (llegint de dalt cap avall), corresponent a l'any 156. Les columnes de la dreta estan escriptura epi-olmeca

El compte llarg és un calendari vigesimal no repetitiu, utilitzat per algunes cultures de Mesoamèrica a partir del període preclàssic tardà. És millor conegut pels registres maies en els quals es feu servir; però les inscripcions més antigues són les de Chiapa de Corzo, anteriors a l'era cristiana. La seua àmplia difusió en l'àrea maia feu que moltes vegades siga erròniament denominat calendari maia de compte llarg.
Utilitzant un sistema de compte vigesimal modificat, aquest registre identifica els dies transcorreguts des de la data corresponent a l'11 d'agost del 3114 ae en el calendari gregorià. Com és un calendari no repetitiu va ser utilitzat per a registrar, en inscripcions fetes en monuments, esdeveniments importants de la vida política d'algunes ciutats, sobretot del sud-est de Mesoamèrica.

## Antecedents
Entre altres calendaris de la Mesoamèrica precolombina, dos dels més emprats eren el calendari solar de 365 dies (Haab' per als maies i Xiuhpohualli per als asteques) i el calendari cerimonial de 260 dies, que es divideix en 20 períodes de 13 dies. Aquest calendari de 260 dies era conegut com a Tzolk'in pels maies i Tonalpohualli pels asteques.
Els calendaris Haab' i Tzolk'in identificaven i anomenaven els dies. La combinació d'una data Haab amb una data Tzolk'in era suficient per a identificar una data específica de manera satisfactòria per a la majoria de persones, perquè aquesta combinació només es repetiria en 52 anys, la qual cosa era més que l'esperança de vida general. Aquest període de 52 anys (365 x 260 dies) se sol anomenar cicle o roda calendàrica.
Per al compte de períodes majors de 52 anys, els mesoamericans idearen el calendari de compte llarg.

## Períodes del compte llarg
El calendari de compte llarg identifica una data pel compte dels dies des de l'11 d'agost de 3114 ae (en el calendari gregorià prolèptic). En lloc d'usar un esquema de base 10, com la numeració occidental, els dies del compte llarg se sumaven amb un sistema vigesimal. Així, 0.0.0.1.5 és igual a 25, i 0.0.0.2.0 és igual a 40.
Però el compte llarg no sempre usa la base de 20: el segon dígit de la dreta només compta fins a 18 abans de tornar a zero. Així, 0.0.1.0.0 no representa 400 dies, sinó només 360.

## Càlcul de les dates en el compte llarg

Numerals maies

### Numerals mesoamericans
Les dates en el compte llarg s'escriuen amb numerals mesoamericans, d'acord la taula anterior. Un punt representa una unitat i una barra 5. El glif de conquilla s'usava per a representar el concepte de zero. El calendari de compte llarg requeria el zero i representa un dels més antics usos del concepte de zero de la història.

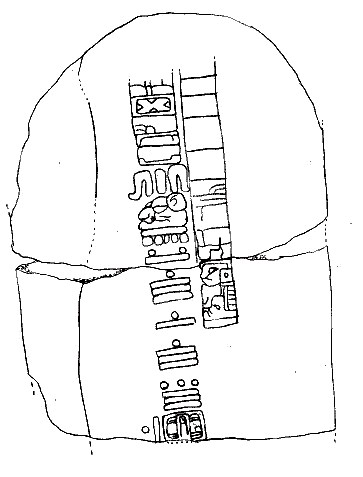
La cara posterior de l'Estela C de Tres Zapotes, un jaciment arqueològic olmeca.
Aquesta és la segona data en compte llarg més antic descoberta fins al moment present. Els numerals 7.16.6.16.18 es tradueixen en 1 de setembre, 32 ae (gregorià). Es pensa que els glifs al voltant de la data són dels pocs exemplars supervivents d'escriptura epi-olmeca.

### Sintaxi
Les "dates" en compte llarg s'escriuen verticalment, amb els períodes d'ordre superior (i.i. b'ak'tun) dalt seguits del nombre de cada un dels períodes d'ordre inferior fins a la indicació del nombre de dies (k'in). La data en compte llarg de l'Estela C de Tres Zapotes és 7.16.6.16.18.
La data de l'Estela C correspon a 1 125 698 dies des de l'11 d'agost de 3114 ae, o l'1 de setembre del 32 ae.
En els monuments maies la sintaxi del compte llarg és més complexa. La seqüència de la data es dona una vegada, a l'inici de la inscripció, i comença amb el GISI (Glif Inicial de la Sèrie Introductòria) llegit tzik-a(h) hab' [patró del mes Haab']. Se'n segueixen els 5 dígits del compte llarg, seguits de la data tzolk'in escrita com un sol glif, i d'informació afegida. La majoria d'aquestes sèries són facultatives i s'ha demostrat que estan relacionades amb la data lunar, per exemple l'edat de la lluna aquest dia i l'extensió calculada per a la llunació corrent.
La data conclou amb un glif que refereix el dia i el mes de l'any haab'. El text continua amb la descripció de l'activitat ocorreguda en aquella data. A sota es mostra una inscripció d'una data en compte llarg maia.

## Origen del calendari de compte llarg
La inscripció més antiga en compte llarg descoberta és en l'Estela 2 de Chiapa de Corzo, Chiapas, Mèxic, i indica la data corresponent al 36 ae. Aquesta taula llista els 6 artefactes amb les vuit dates en compte llarg més antigues.
| Jaciment arqueològic | Nom                 | Data gregoriana (basada en l'11 d'agost) | Dígits del compte llarg | Localització    |
| -------------------- | ------------------- | ---------------------------------------- | ----------------------- | --------------- |
| Chiapa de Corzo      | Estela 2            | 10 de desembre del 36 ae                 | 7.16.3.2.13             | Chiapas, Mèxic  |
| Tres Zapotes         | Estela C            | 3 de setembre del 32 ae                  | 7.16.6.16.18            | Veracruz, Mèxic |
| El Baúl              | Estela 1            | 6 de març de 37                          | 7.19.15.7.12            | Guatemala       |
| Abaj Takalik         | Estela 5            | 20 de maig de 103                        | 8.3.2.10.15             | Guatemala       |
|                      |                     | 6 de juny de 126                         | 8.4.5.17.11             |                 |
| La Mojarra           | Estela 1            | 14 de juliol de 156                      | 8.5.16.9.7              | Veracruz, Mèxic |
|                      |                     | 22 de maig de 143                        | 8.5.3.3.5               |                 |
| Proper a La Mojarra  | Estatueta de Tuxtla | 15 de març de 162                        | 8.6.2.4.17              | Veracruz, Mèxic |

D'aquests sis llocs, tres són a la riba oest de l'àrea maia i tres a uns centenars de quilòmetres més a l'oest, i això ha fet creure a molts investigadors que el calendari de compte llarg precedeix la civilització maia. L'Estela 1 de La Mojarra, l'estatueta de Tuxtla, l'Estela C de Tres Zapotes, i l'Estela 2 de Chiapa de Corzo van ser inscrites en l'estil epi-olmeca i no maia. D'altra banda, l'Estela 2 d'El Baúl fou creada en l'estil d'Izapa. El primer objecte inequívocament maia és l'Estela 29 de Tikal, amb data en compte llarg del 292 (8.12.14.8.15), més de 300 anys després de l'Estela 2 de Chiapa de Corzo.

## 2012 i el compte llarg
Segons Popol Vuh, un llibre que compila detalls de relats de creació coneguts pels maies quiché de l'era colonial, ara vivim en la quarta era. El Popol Vuh descriu les primeres tres creacions en què els déus van fallar i la creació reeixida del quart món, en què viuen les persones. En el compte llarg maia, l'última creació acabà en el començament d'un catorzè b'ak'tun.
La darrera creació acaba amb un compte llarg de 12.19.19.17.19. Un altre 12.19.19.17.19 ocorrerà el dia 20 de desembre del 2012, seguit per l'inici d'un catorzé b'ak'tun, 13.0.0.0.0, el dia 21 de desembre del 2012. Hi ha només una referència a l'actual creació del tretzé b'ak'tun: el monument 6 de Tortuguero, part d'una inscripció reial.
La mala interpretació del compte llarg del calendari mesoamericà és la base d'una creença ocultista que un cataclisme global havia d'ocórrer el dia 21 de desembre de 2012, perquè és simplement el dia en què el calendari iniciarà un nou b'ak'tun –la civilització maia clàssica, per exemple, va travessar dos b'ak'tun. En primer lloc, el calendari és probablement d'origen olmeca, i no maia. A més, els maies actuals no consideren el tretzé b'ak'tun important, i el compte llarg l'usaren exclusivament els maies en el període clàssic. L'ancià maia Apolinario Xile Pixtun i l'arqueòleg mexicà Guillermo Bernal insisteixen que l'“apocalipsi” és un concepte occidental que no té res a veure amb les creences maies. Bernal diu que aquestes idees guanyaren força entre els occidentals perquè les seues pròpies creences estan exhaurides.
Les inscripcions maies a vegades profetitzen esdeveniments futurs o commemoracions que ocorrerien en dates posteriors al 2012 (és a dir, més enllà del final del tretzé b'ak'tun de l'era actual). La major part d'aquests fets es presenten com “dates distants”, en compte llarg, amb un número de distància afegit.
Per exemple, el panell occidental del Temple de les Inscripcions de la zona arqueològica de Palenque, una secció del text mostra en el futur de la 80a roda calendàrica l'ascens al tron del governant de Palenque, K'inich Janaab' Pakal (l'ascens de Pakal al tron succeí en una data de roda calendàrica 5 Lamat 1 Mol, en el compte llarg 9.9.2.4.8, equivalent a l'aniversari de Pakal, 9.8.9.13.0 8 Ajaw 13 Pop (24 de març del 603 en el calendari gregorià), i afegint-hi el número de distància 10.11.10.5.8. Aquest càlcul conduiria a la vuitantena roda calendàrica des del seu ascens, prop de 4.000 anys després del temps de Pakal, el dia 21 d'octubre, de l'any 4772.
Malgrat la popularitat de l'any 2012 en els mitjans de comunicació, hi ha un fort consens acadèmic que rebutja aquestes previsions. Susan Milbrath, directora del Museu d'Història Natural de Florida, va afirmar que “no tenim cap registre o coneixement que els maies pensaven que el món s'acabaria el 2012”. “Per al poble maia antic, era una gran commemoració arribar a la fi d'un cicle”, afirma Sandra Noble, directora de la Fundació per a la Promoció dels Estudis Mesoamericans de Florida.
| Compte llarg | Data gregoriana             |
| ------------ | --------------------------- |
| 0.0.0.0.0    | 11 d'agost de 3114 a.C.     |
| 1.0.0.0.0    | 13 de novembre de 2720 a.C. |
| 2.0.0.0.0    | 16 de febrer de 2325 a.C.   |
| 3.0.0.0.0    | 21 de maig de 1931 a.C.     |
| 4.0.0.0.0    | 23 d'agost de 1537 a.C.     |
| 5.0.0.0.0    | 26 de novembre de 1143 a.C. |
| 6.0.0.0.0    | 28 de febrer de 748 a.C.    |
| 7.0.0.0.0    | 3 de juny de 354 a.C.       |
| 8.0.0.0.0    | 5 de setembre de 41 d.C.    |
| 9.0.0.0.0    | 9 de desembre de 435        |
| 10.0.0.0.0   | 13 de març de 830           |
| 11.0.0.0.0   | 15 de juny de 1224          |
| 12.0.0.0.0   | 18 de setembre de 1618      |
| 13.0.0.0.0   | 21 de desembre de 2012      |
| 14.0.0.0.0   | 26 de març de 2407          |
| 15.0.0.0.0   | 28 de juny de 2801          |
| 16.0.0.0.0   | 1 d'octubre de 3195         |
| 17.0.0.0.0   | 3 de gener de 3590          |
| 18.0.0.0.0   | 7 d'abril de 3984           |
| 19.0.0.0.0   | 11 de juliol de 4378        |
| 1.0.0.0.0.0  | 13 d'octubre de 4772        |